# Alférez real

## Origen árabe
Cargo militar derivado del árabe "al faris" que significa jinete o caballero. En la tradición marcial árabe, la función del "al faris" se relaciona con la ostentación del pendón o estandarte real durante las batallas, honor dado inicialmente a los jinetes más diestros, y con el tiempo a los de mayor prestigio en los ejércitos.  

## Edad Media ibérica
En los reinos cristianos de la península ibérica se adoptó el término árabe como parte de la emulación cortesana del refinamiento musulmán. Las funciones del alférez estuvieron estrictamente definidas en las Siete Partidas de Alfonso X el Sabio, otorgándole importantes preeminencias pero limitando su otorgamiento a caballeros de reconocido prestigio moral personal. En la Edad Media, el alférez del rey era también su lugarteniente, quedando al mando de los ejércitos en ausencia del monarca. Cuando Alfonso XI de Castilla creó la Orden de la Banda en el año de 1332, creó también el cargo de alférez mayor de la Orden de la Banda, que se transmitió como dignidad hereditaria a la familia de los Ayala, más tarde condes de Fuensalida.
Durante el reinado de Juan I de Castilla, se otorgó el cargo de alférez mayor de la divisa del rey a Carlos Ramírez de Arellano, II señor de los Cameros, ricohombre de Castilla y de Navarra, pasando este cargo a su descendencia hasta el siglo XV, en que pasó de manos a Juan Álvarez Osorio, señor de Villalobos, y por él a sus descendientes, los condes de Trastámara y marqueses de Astorga. 
Sus funciones militares se recortaron en 1382 con la creación del cargo de condestable, pero el prestigio del cargo y de quienes lo ostentaban era tal que se le encomendaron importantes funciones jurídicas como la de impartir justicia a los demás nobles de la corte, siendo en ocasiones comparado con la de un justicia mayor de la corte. A pesar de sus reducidas funciones, el alférez real siguió presidiendo las ceremonias con la ostentación del pendón real en ausencia del rey, hasta ser lentamente relegado a una función puramente ceremonial. 
Entre sus privilegios cortesanos estuvieron los de poseer mesa en el palacio real y quedarse con la copa de oro o plata en que el rey hubiese usado durante la Pascua Florida, además de recibir por parte del rey un caballo de no menos de cien maravedíes de oro. Gozaba también de la prerrogativa de firmar en lugar preferente y de serle confiadas las donaciones y privilegios reales.

## América española

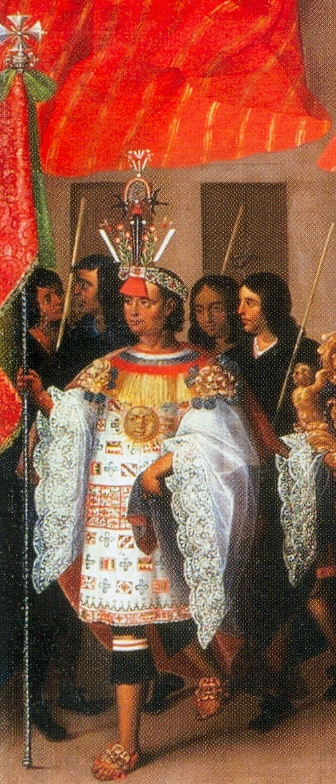
Desfile del Alférez Real de los Incas en la procesión del Corpus Christi, Cuzco.

En la institución del cabildo indiano, el cargo de alférez real se le otorgaba a modo de reconocimiento a alguno de los miembros de mayor prestigio del cabildo. Con ello se le daba el honor de presidir las ceremonias oficiales y fiestas populares portando el pendón o estandarte real, que representaban la presencia del propio monarca. El cargo lo solían portar los caballeros de mayor fortuna de las ciudades hispanoamericanas, puesto que el ser honrado con el cargo incluía la obligación de solventar de su propio bolsillo todo gasto relativo a fiestas patronales, proclamaciones, exaltaciones y agasajos a autoridades, así como proveer las monedas que serían arrojadas al pueblo durante dichas ceremonias. 
La asunción del cargo se hacía en una ceremonia solemne en la cual el Alférez Real saliente entregaba el Estandarte Real y quedaba liberado de su juramento. El nuevo Alférez realizaba entonces el llamado "Pleito Homenaje", jurando defender al real pendón con su vida.
A pesar de carecer de poderes de mayor utilidad que la de cualquier otro miembro del cabildo (voz y voto), su prestigio fue tal que el cargo fue perseguido por miembros de las familias más encumbradas de la aristocracia criolla, ávidas de posicionarse al frente de las ceremonias y como orgullosos representantes visibles del poder real en las provincias del imperio.
Existieron también alféreces indígenas, como el caso del Alférez Real de los Naturales, el Alférez Real de los Incas y Alférez Real de los Indios Nobles, todos ellos casos documentados en el virreinato del Perú, como parte de las prerrogativas exigidas por los caciques aliados de los españoles en las numerosas conquistas.